# العمل القسري للألمان بعد الحرب العالمية الثانية

نصب تذكاري عند المعبر الحدودي وإطلاق سراح نزلاء معسكر موسيندورف (1945-1957). ينص النقش على أنه كان باب الحرية لمئات الآلاف من أسرى الحرب والسجناء المدنيين والمهجريين.

أجبرت قوات الحلفاء في السنوات التي تلت الحرب العالمية الثانية أعدادًا كبيرة من المدنيين الألمان والجنود الأسرى على العمل. تم طرح موضوع استخدام الألمان كسخرة للحصول على تعويضات لأول مرة في مؤتمر طهران عام 1943، حيث طالب رئيس الوزراء السوفيتي جوزيف ستالين بأربعة آلاف عامل ألماني.
تم تضمين العمل القسري أيضًا في البروتوكول النهائي لمؤتمر يالطا  في يناير 1945، حيث تمت المصادقة عليه من قبل رئيس وزراء المملكة المتحدة وينستون تشرشل والرئيس الأمريكي فرانكلين روزفلت.

## أوروبا الشرقية

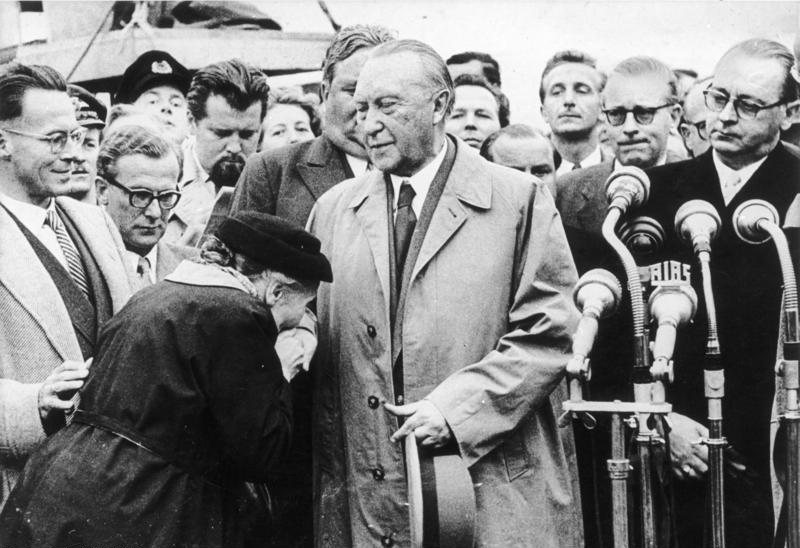
والدة السجين تشكر كونراد أديناور لدى عودته من موسكو، 14 سبتمبر 1955. نجح أديناور في اختتام المفاوضات حول إطلاق سراح 15000 مدني ألماني وسجين حرب إعادتهم إلى ألمانيا بحلول نهاية العام.

### الاتحاد السوفيتي
كانت أكبر مجموعة من عمال السخرة الالمان في الاتحاد السوفيتي وتكونت من عدة ملايين من أسرى الحرب الألمان. تم إطلاق سراح معظم الناجين من أسرى الحرب الألمان من معسكرات العمل القسري في الاتحاد السوفيتي في عام 1953.
تتراوح تقديرات ضحايا أسرى الحرب الألمان (في كل من الشرق والغرب لكل من الحرب وفترة السلم) من 600000 إلى 1,000,000. وفقًا لصليب الأحمر الألماني الذي يتتبع الأسرى، ما زال المصير النهائي البالغ 1300000 أسير حرب ألماني عند الحلفاء غير معروف؛ أنها لا تزال مدرجة رسميا في عداد المفقودين.
بدأ القبض على الألمان من أصل إثني مدني ونقلهم إلى الاتحاد السوفيتي حالما تم تجاوز الدول ذات الأقلية الألمانية في عام 1944. تم أخذ أعداد كبيرة من المدنيين من دول مثل رومانيا ويوغوسلافيا ومن الأجزاء الشرقية من ألمانيا نفسها. على سبيل المثال، بعد عيد الميلاد عام 1944، تم إرسال ما بين 27000 إلى 30,000 من الألمان (الذين تتراوح أعمارهم بين 18 و 40 عامًا) إلى الاتحاد السوفيتي من يوغوسلافيا. شكلت النساء نسبة 90٪ من المجموعة. تم إرسال معظمهم إلى معسكرات العمل في دونباس (دونتس أو حوض دونيز) حيث توفي 16٪ منهم.

### بولندا
في حدودها المتغيرة، كانت بولندا في فترة ما بعد الحرب تضم مناطق كبيرة ذات أغلبية ناطقة بالألمانية حيث كانت جزءًا من الولايات الألمانية لعدة قرون. أستخدم -ولسنوات طويلة- العديد من الألمان الذين يعيشون في هذه المناطق، قبل طردهم من منطقتهم الأصلية، كعمال قسريين في معسكرات العمل  مثل تلك التي يديرها سالومون موريل.
وكان من بين هذه المعسكرات معسكر العمل المركزي جاورزنو ومعسكر العمل المركزي بوتوليس وŁambinowice ومعسكر العمل في زغودا وغيرها. كانت المادة 20 من قانون استبعاد عناصر العدو من المجتمع هي القانون الذي يجيز العمل القسري، كما أزال حقوق المواطنة البولندية وجميع الممتلكات المملوكة لهم.
تم استخدام العديد من المعسكرات أثناء عملية الطرد من أجل «إعادة تأهيل» Reichs- أو Volksdeutsche، لتقرير ما إذا كان يمكنهم البقاء أو الرحيل، ولكن في الواقع كان هذا برنامجًا للرقيق. ما يقرب من 200000 من أصل ألماني ماتوا في معسكرات الاعتقال السوفيتية في بولندا.
كان الآخرون لا يزالون من بين بقية السكان، لكن الحكومة البولندية أصدرت عدة إعلانات تفيد بأنه يجب استغلال السكان الألمان في العمل قسري حيث أصدروا تعليمات بحد أدنى 60 ساعة من العمل في الأسبوع دون أي حقوق في الراحة. كانت الرواتب غير كافية للبقاء على قيد الحياة وعادة ما تكون 25 أو 50 في المئة من الرواتب البولندية.

### تشيكوسلوفاكيا
تم طرد السكان الناطقين بالألمانية من سوديتنلاند، في نفس الحالة مع بولندا، بعد الحرب. لم يكن الطرد عشوائيًا، ولكن منذ أواخر عام 1947، كان لا يزال عدد كبير من العمال الألمان المهرة محتجزين. أُجبر الألمان على ارتداء شارة بيضاء تحمل الحرف "N"، حيث يشير "Němec" إلى الألمان باللغة التشيكية للتعرف عليهم (حتى أن اليهود الألمان اضطروا لارتدائها).
في الماضي، حاول نائب رئيس الوزراء التشيكي بيتر ماريس، لكن دون جدوى ترتيب تعويضات للألمان الذين أُعيد توطينهم قسراً أو استخدموا كسخرة بعد الحرب.

### ألمانيا الشرقية
أجبرت السلطات الشيوعية العديد من الألمان فيما أصبح يعرف بألمانيا الشرقية على العمل في مناجم اليورانيوم الألمانية التي تنتج غالبية المواد الخام لمشروع القنبلة الذرية السوفيتية. ابتداءً من صيف عام 1946، بدأ السوفييت عمليات الاستكشاف في أرزجبيرج وأغلقوا الينابيع الحارة القديمة لراديوم بحلول سبتمبر من نفس العام. تم تأسيس قوة عاملة مبدئية من أربعة إلى خمسة آلاف بوجود 20 ألف شخص آخريين تم طلبهم بحلول نهاية العام. كان العمل خطيرًا ومجهدًا ولم يبذل السوفييت أي جهد لتحسينه؛ ونتيجة لذلك، أصبحت المناجم مليئة بالمجندين بالسخرة وتمت مقارنتها بمسيرة الموت والقلاع في كوليما. تم تعيين الحصص ورفعها مرارًا وتكرارًا وتم التجنيد دون أي اعتبار للصحة أو الخبرة العملية - فقد أصبحت المناجم مزودة بعمال المكاتب والحرفيين والطلاب الذين ليس لديهم خبرة في التعدين. بحلول عام 1948، تم سحب العمال من المصانع والمجرمين من السجون وموظفي المناجم وكذلك أسرى الحرب العائدين إلى ألمانيا من الاتحاد السوفيتي. لم يستوعب الإسكان عدد العمال المتزايد (حيث تضاعف عدد السكان في تلك المناطق بين عامي 1946 و1951)، مما أدى إلى تفاقم الظروف الصعبة بالفعل. واعتبرت المناجم أسوأ من معسكرات الأعتقال، ولكن كانت تسيطر عليها مباشرة موسكو ولم تتمكن الحكومات المحلية من المساعدة. عندما تم استدعاء 60,000 عامل إضافي في صيف عام 1947، تدفقت مجموعة من العمال المحتملين إلى ألمانيا الغربية لتجنب الألغام بما في ذلك العديد من المواطنين الذين يفضلون العيش في الشرق الشيوعي. تحول العمال الذين بدأوا كمتطوعين إلى عمال قسريين. في محاولة لزيادة عدد العمال، تم تجنيد النساء بشكل متزايد في المناجم غير المعزولة وأصيب الكثير منهمبأمراض تناسلية واستغلهم الحراس الروس جنسياً. العمال الذين حاولوا الهرب، سواء كانوا مجندين أو متطوعين، تم تعقبهم وإعادتهم إلى المناجم. في نهاية المطاف، أصبح الألمان أكثر مشاركة في إدارة المناجم، وشكلوا شركة مشتركة مع روسيا في عام 1956.

## أوروبا الغربية

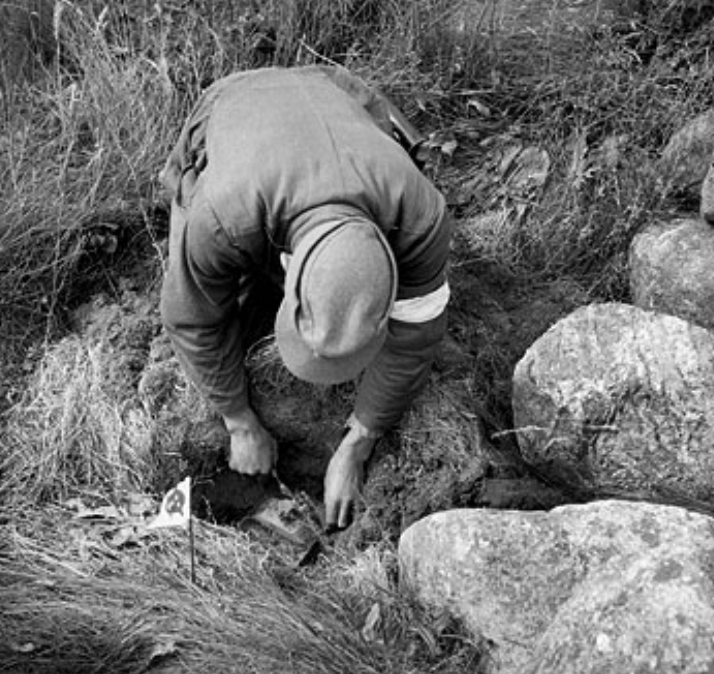
جندي ألماني يزيل لغمًا بالقرب من ستافنجر في النرويج في أغسطس 1945.

### خلفية
مع تعارض مع القسم الرابع من اتفاقية لاهاي لعام 1907، «قوانين وأعراف الحرب على الأرض»، تضمن دليل مكافحة التمرد في SHAEF أحكاماً للعمل القسري وأخذ الرهائن.

### فرنسا والبلدان المنخفضة
أجبر السجناء الألمان على إزالة حقول الألغام في فرنسا والبلدان المنخفضة.
ووفقًا لسيمون ماكينزي، فإن «المصلحة الذاتية القاسية والرغبة في الانتقام لعبت دورًا في مصير» السجناء الألمان، ويجسد ذلك باستخدام السجناء المرضى أو غير المؤهلين بطريقة قسراً في العمل، وشمت هذه الأعمال في فرنسا زالبلدان المنخفضة إزالة الألغام بشكل خطير؛ «بحلول سبتمبر 1945، قدرت السلطات الفرنسية أن هناك ألفي سجين تعرضو للتشويه والقتل كل شهر في حوادث مختلفة».
بعض السجناء الألمان البالغ عددهم 740,000 الذين نقلتهم الولايات المتحدة عام 1945 للعمل القسري في فرنسا جاءوا من معسكرات راينفيزنجر. كان هؤلاء العمال القسريون بالفعل ضعيفين للغاية، حيث يبلغ وزن الكثير منهم 50 كيلوجرامًا (110 رطلاً).
ردا على أعمال المقاومة طردت قوات الاحتلال الفرنسية أكثر من 25000 مدني من منازلهم. وقد أجبر بعض هؤلاء المدنيين في وقت لاحق على تطهير حقول الألغام في الألزاس.

### المملكة المتحدة
في عام 1946، كان لدى المملكة المتحدة أكثر من 400000 سجين، نُقل الكثير منهم من معسكرات أسرى الحرب في الولايات المتحدة وكندا. تم استخدام العديد من هؤلاء العمال كسخرة، كشكل من أشكال «التعويضات».
وكان السببان الرئيسيان لاعتقالهم هو إعادة التأهيل السياسي (ويلتون بارك)، والعمل في الزراعة والأعمال الآخرى. في عام 1946 تم تنفيذ خمس الأعمال الزراعية في المملكة المتحدة من قبل السجناء الألمان. تلا ذلك جدل عام في المملكة المتحدة حيث تستخدم كلمات مثل «العبيد» و «العمال العبيد» و «السخرة» بشكل متزايد في وسائل الإعلام وفي مجلس العموم. في عام 1947 عارضت وزارة الزراعة الإعادة السريعة للسجناء الألمان العاملين حيث كانوا يشكلون نسبة 25 في المائة من القوى العاملة، وأرادوا استخدامه أيضًا في عام 1948. واجهوا صعوبات سياسية في استخدام العمالة الأجنبية، قدمت وزارة الزراعة حلاً وسطًا، حيث سمح للسجناء الألمان الذين تطوعوا بالبقاء في بريطانيا كرجال أحرار. حدثت نزاعات حول عدد أسرى الحرب السابقين الذين سُمح لهم بالبقاء طوعًا في بريطانيا وما إذا كان يتعين عليهم أولاً العودة لفترة قصيرة إلى ألمانيا قبل السماح لهم بالهجرة رسميًا إلى بريطانيا، بحلول نهاية عام 1947، حوالي 250,000 من أسرى الحرب الذين تمت إعادتهم إلى الوطن، وكانت آخر عمليات الإعادة إلى الوطن في نوفمبر 1948. اختار حوالي 24000 البقاء طوعًا في بريطانيا.

### النرويج
في النرويج، يُظهر آخر سجل متاح للخسائر، اعتبارًا من 29 أغسطس 1945، أنه بحلول ذلك الوقت قتل 275 جنديًا ألمانيًا أثناء إزالة الألغام، بينما تم تشويه 392 جنديًا إضافيًا. تم رفض الاحتجاجات الألمانية بأن إجبار أسرى الحرب على إزالة الألغام كانت ضد القانون الدولي (وفقًا للمادة 32 من اتفاقيات جنيف) مع التأكيد على أن الألمان ليسوا أسرى حرب؛ كانوا قوات منزوعة السلاح استسلموا دون قيد أو شرط ("avvæpnede styrker som hadde overgitt seg betingelsesløst"). أشارت التقارير المتعلقة باعداد القتلى والجرحى في عمليات إزالة الألغام التي تلقاها مقر قيادة قوات الحلفاء: 21 يونيو 1945؛ 199 قتيلاً و 163 جريحًا ألمانيًا؛ 3 نرويجيين و4 جرحى بريطانيين. يسرد آخر تسجيل في 29 أغسطس 1945 حوالي 392 جريحًا و 275 قتيلًا ألمانيًا. توقفت عمليات إزالة الألغام لأسباب مجهولة لمدة عام تقريبًا قبل التوصية بتوفير ظروف أفضل خلال شهري يونيو - سبتمبر 1946. هذه المرة تطوع الكثيرون بفضل الأجور الجيدة، وكانت معدلات الوفيات أقل بكثير وربما رجع ذلك جزئيًا إلى صفقة سمحت لهم بتلقي العلاج في المستشفيات النرويجية.

### الولايات المتحدة الأمريكية
نقلت الولايات المتحدة سجناء السخرة إلى كل من المملكة المتحدة وفرنسا (التي تلقت 740,000 من الولايات المتحدة).
كما تم تسجيل المدنيين الذين تتراوح أعمارهم بين 14 و65 عامًا في منطقة الاحتلال الأمريكي بألمانيا للعمل القسري، تحت وطئة التهديد بالحبس وسحب بطاقات الحصص التموينية.

### خاتمة
تم إطلاق سراح معظم الأسرى لدى الأمريكيين والبريطانيين بحلول نهاية عام 1948، وأُطلق سراح معظم الأسرى لدى الفرنسيين بحلول نهاية عام 1949.
وفقًا لمكتب الإدارة العامة (جزء من وزارة الداخلية الاتحادية)، لا يمكن المطالبة بتعويضات عن الألمان الذين استخدموا كسخرة بعد الحرب في ألمانيا منذ 29 سبتمبر 1978 حيث سقطت بالتقادم.